# Léo (football, 1980)
Pour les articles homonymes, voir Léo.
Leonardo Ferreira da Silva, dit Léo, est un footballeur brésilien né le 19 juillet 1980 à Campinas.

## Palmarès

### Club
- Avec Brasiliense FC
  - Champion du Brésil D2 en 2004.
  - Champion de Brasilia en 2004.

- Avec South China
  - Champion de Hong Kong en 2010.